# Monnai
Monnai is een dorp en voormalige gemeente in de Franse gemeente La Ferté-en-Ouche in het departement Orne (regio Normandië). De voormalige gemeente telt 222 inwoners (1999). De plaats maakt deel uit van het arrondissement Mortagne-au-Perche.

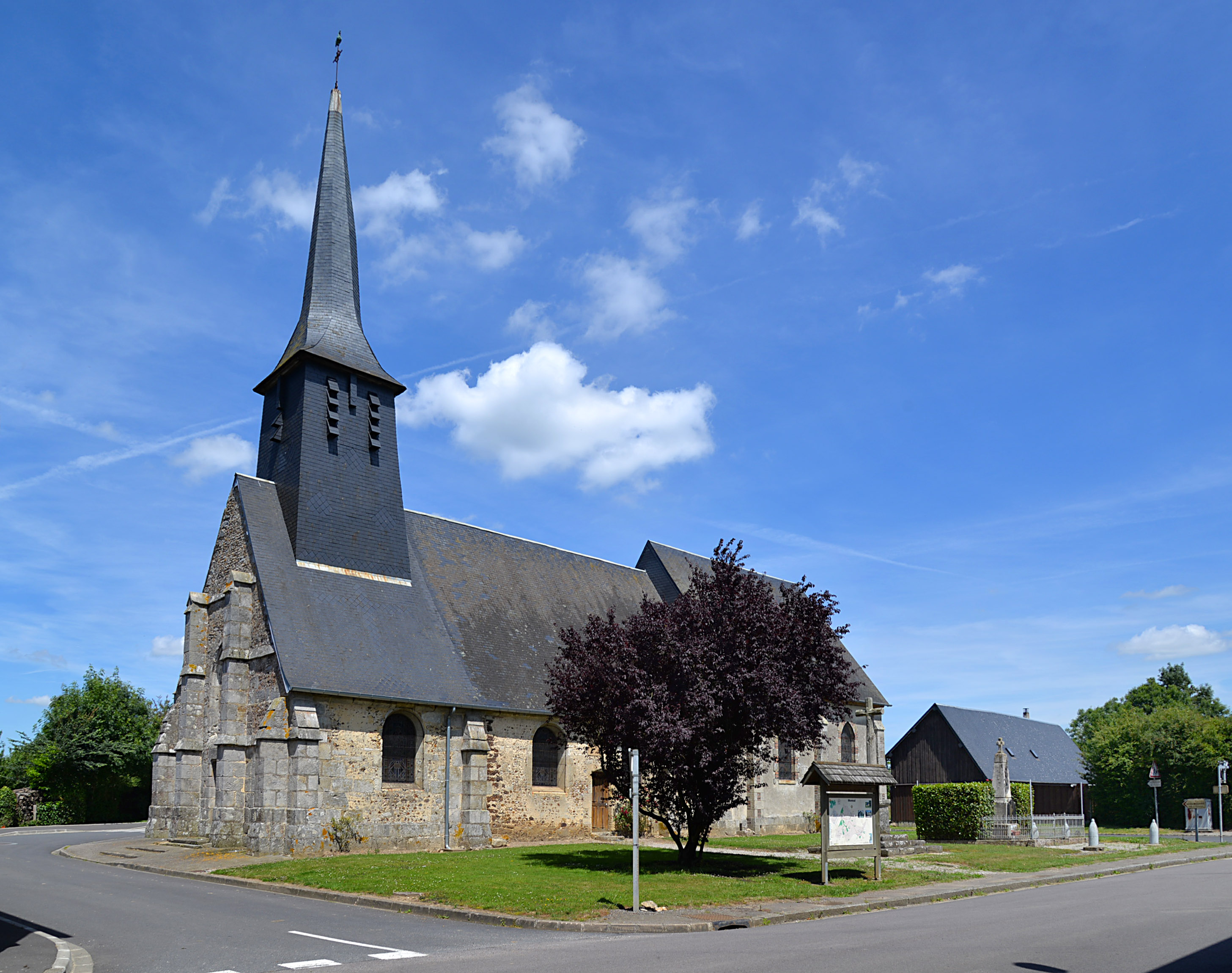
Église Saint-Sauveur

## Geschiedenis
De 18de-eeuwse Cassinikaart toont hier het dorp Monnay.
Op het eind van het ancien régime eind 18de eeuw, toen de gemeenten werden gecreëerd, werd Monnai een gemeente.
In 1839 werd buurgemeente Ternant opgeheven en aangehecht bij Monnai.
Monnai is op 1 januari 2016 gefuseerd met de gemeenten Anceins, Bocquencé, Couvains, La Ferté-Frênel, Gauville, Glos-la-Ferrière, Heugon, Saint-Nicolas-des-Laitiers en Villers-en-Ouche tot de gemeente La Ferté-en-Ouche.

## Geografie
De oppervlakte van Monnai bedraagt 15,1 km², de bevolkingsdichtheid is 14,7 inwoners per km².
De onderstaande kaart toont de ligging van Monnai met de belangrijkste infrastructuur en aangrenzende gemeenten.

## Bezienswaardigheden
- De Église Saint-Sauveur

## Demografie
Onderstaande figuur toont het verloop van het inwonertal (bron: INSEE-tellingen).

## Verkeer en vervoer
Door Monnai loopt de autosnelweg A28/E402, die hier echter geen op- en afrit heeft.

## Bekende personen
- Émile Bouhours (1870-1953), wielrenner

Deelgemeenten: Anceins · Bocquencé · Couvains · La Ferté-Frênel · Gauville · Glos-la-Ferrière · Heugon · Monnai · Saint-Nicolas-des-Laitiers · Villers-en-Ouche

Overige plaatsen: Le Douet Arthus · Marnefer · Saucanne · Ternant